# Raymond Poincaré
Pour les articles homonymes, voir Poincaré.
Raymond Poincaré, né le 20 août 1860 à Bar-le-Duc (Meuse) et mort le 15 octobre 1934 à Paris, est un avocat et homme d'État français. Il est le président de la République française du 18 février 1913 au 18 février 1920.
Ministre à plusieurs reprises, président du Conseil puis président de la République de 1913 à 1920, Raymond Poincaré fut l'une des plus grandes figures politiques de la IIIe République. Il fut également, en tant que président de la République, l'un des personnages centraux de la Première Guerre mondiale, conflit durant lequel il appela Georges Clemenceau à la présidence du Conseil, en 1917. Après son mandat présidentiel, il est à nouveau président du Conseil de 1922 à 1924 et de 1926 à 1929.

## Enfance, études, vie privée et familiale
Raymond Nicolas Landry Poincaré naît dans une famille aisée de Bar-le-Duc, le 20 août 1860. Il est le fils de Nicolas Anthony Poincaré (1825-1911), polytechnicien (1845), ingénieur, puis inspecteur général des Ponts et Chaussées. En remontant sa généalogie paternelle aussi loin que le permettent les archives, on trouve au XVIIe siècle un Jean Poincaré natif de Landaville, près de Neufchâteau (Vosges). Sa mère, Nanine Marie Ficatier (1838-1913), apparentée au général baron Florentin Ficatier, est profondément croyante. Raymond Poincaré passe son enfance dans la maison bourgeoise des grands-parents Ficatier, rue du docteur Nève, à Bar-le-Duc ; ces derniers avaient fait fortune à Neuilly-sur-Seine dans le commerce du bois.
Par ailleurs, par sa mère, il est l'arrière-petit-fils de Jean Landry Gillon, député sous le règne de Louis-Philippe.
Il est aussi le neveu d'Émile Poincaré, doyen de la faculté de médecine de Nancy, le frère aîné de Lucien Poincaré, physicien et vice-recteur de l'Académie de Paris, et le cousin germain du savant et mathématicien Henri Poincaré, ce dernier étant l'arrière-grand-père du journaliste Nicolas Poincaré.
Comme beaucoup de Français de sa génération, il est marqué par la défaite de 1870. La maison parentale est réquisitionnée par l'occupant prussien. À la suite de cet épisode, en 1871, il donne à son chien le nom de Bismarck, en référence au chancelier impérial d'Allemagne. Après des études à Nancy, il termine sa scolarité au lycée Louis-le-Grand à Paris avant de poursuivre des études de droit à la faculté de droit de Paris. Licencié en droit et en lettres, il devient avocat stagiaire et finit major de la conférence du barreau.

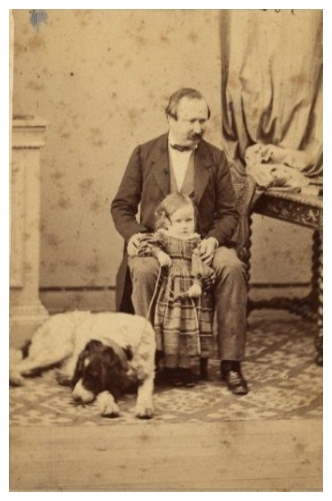
Poincaré enfant avec son père Nicolas et son chien.
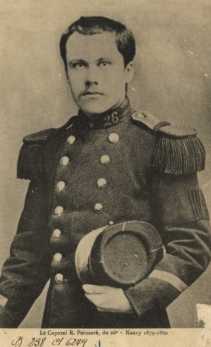
Caporal Poincaré lors de son service militaire.

## Parcours politique

### Débuts

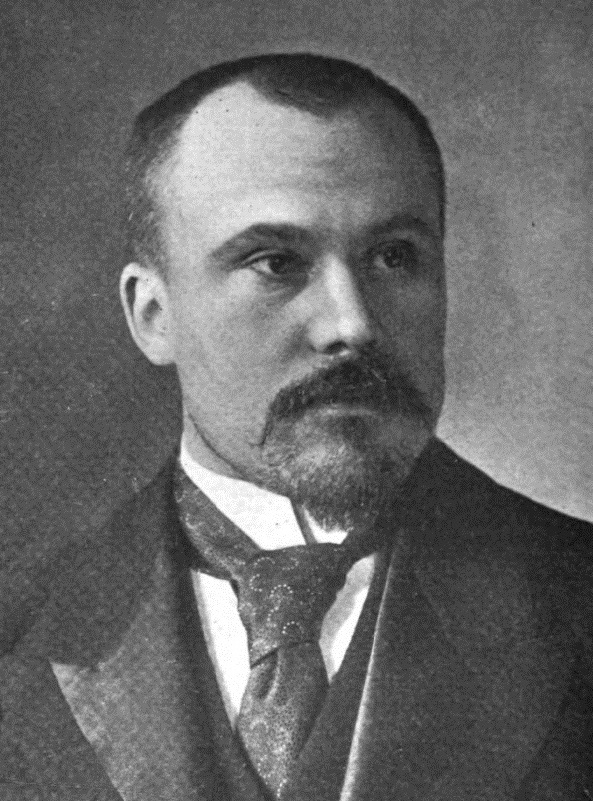
Raymond Poincaré avant 1900.

Il devient secrétaire de Me Henry du Buit, célèbre avocat d'affaires. En 1883, il prononce un discours à l'ouverture de la Conférence des Avocats dans lequel il fait l'éloge du républicain Jules Dufaure, ancien bâtonnier et ex-président du Conseil décédé deux ans auparavant :

« S'il est à souhaiter que l'éloge d'un mort illustre éveille chez nous le désir de l'imiter, le simple récit de la vie de Dufaure contiendra, je crois, pour notre génération, un précieux exemple de travail, d'indépendance et de dignité. »

— Éloge de Dufaure à l'ouverture de la Conférence des Avocats 1883, Barreau de Paris
Formé à la politique par Jules Develle, dont il est pendant dix-huit mois directeur de cabinet au ministère de l'Agriculture en 1886, élu ensuite conseiller général du canton de Pierrefitte dans la Meuse, Poincaré se forge une réputation de républicain modéré et conciliant dès son premier mandat de député pour la Meuse en 1887. Cela n'empêche pas ce fils de polytechnicien, entré avec réticence sur la scène politique, de s'y imposer rapidement.
En 1895, il ouvre son cabinet, qui obtient rapidement un grand succès et détient une clientèle très prestigieuse pour les affaires de presse — il est avocat du Syndicat de la presse parisienne —, les affaires littéraires — il est notamment l'avocat de l'écrivain Jules Verne — et le droit des sociétés — il compte parmi ses clients les plus grandes entreprises industrielles et financières du moment.
Il enseigne également à l'École libre des sciences politiques.

### Parlementaire

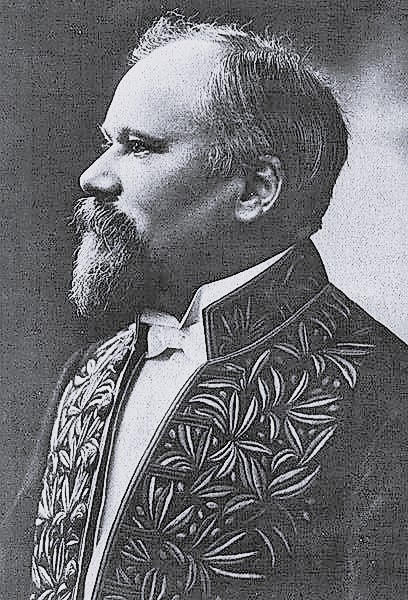
Raymond Poincaré dans son habit vert.

Il entre en politique en 1887, en se faisant élire député dans le département de la Meuse ; il est alors le benjamin de l'hémicycle. En 1892, il est rapporteur de la commission des Finances, au moment du scandale de Panama, et est réélu l'année suivante.
À trente-six ans, il a déjà été trois fois ministre : de l'Instruction publique (1893), sous Dupuy, puis des Finances dans le second cabinet Dupuy, après la victoire électorale des modérés (1894-1895), et de nouveau chargé de l'Instruction publique, dans le cabinet Ribot, en 1895. Il est partisan de la laïcité mais éloigné de l'anticléricalisme radical. Il prône en effet une « école neutre », dont la vocation serait de produire de vrais patriotes. Poincaré devient alors l'un des chefs de file en vue des modérés, qui arborent l'étiquette « progressiste » qui a remplacé l'ancienne appellation d'« opportunisme » utilisée par Gambetta et Jules Ferry. Au fil du temps, ces « républicains progressistes » évoluent du centre gauche vers le centre droit, suivant le phénomène du sinistrisme.
Durant l’affaire Dreyfus, il adopte une attitude prudente. Il fait d'abord partie de ceux qui souhaitent étouffer un scandale qu'ils jugent contraire à la raison d'État. Il se rallie finalement au camp dreyfusard, plus par légalisme (attitude consistant à s’en tenir strictement à la lettre de la loi) que par conviction[Quoi ?] .
Bien que républicain et laïque — signe sûr, à la Belle Époque, d'une appartenance à la gauche — Poincaré demeure cependant prudent envers les gauches, et reste très modéré. En juin 1899, le président de la République Émile Loubet le pressent comme président du Conseil. Mais il n'arrive pas à mettre d'accord les différentes tendances républicaines pour composer un gouvernement, tandis que Clemenceau déclarait :
« Le don de Poincaré n'est pas à dédaigner : c'est l'intelligence. Il pourrait faire remarquablement à côté de quelqu'un qui fournirait le caractère »
Aussi Poincaré conseille-t-il à Loubet d'appeler plutôt Waldeck-Rousseau, qui forme un cabinet de Défense républicaine. Néanmoins, Poincaré s'oppose à celui-ci [réf. nécessaire], et plus encore, après la victoire du Bloc des gauches aux élections de 1902 (où il a été réélu député face à Ludovic Beauchet et Paul Salmon-Legagneur), à la politique anticléricale d’Émile Combes. En tant que membre de l'Alliance libérale démocratique (centre-droit), il soutient cependant, de façon générale, le cabinet combiste.
Plus tard, c'est au Sénat que Poincaré décide de se présenter. Il est élu sénateur dans la Meuse en 1903. À la chambre haute, il se fait connaître par la qualité de ses discours et sa vaste culture classique. Il quitte le Sénat en 1913, date à laquelle il est élu à l'Élysée, puis reprend ses fonctions en 1920 et ce jusqu'en 1929 où il démissionne à cause de son état de santé.
En 1906, Clemenceau, qui juge pourtant Poincaré un peu trop mou — c'est lui qui aurait inventé l'expression « poincarisme » dans son hebdomadaire Le Bloc du 15 mars 1902 — lui propose néanmoins d'entrer dans son gouvernement. Poincaré, peut-être par animosité, s'y refuse.
Bien davantage du fait de sa proximité avec le milieu littéraire qu'en raison de sa notoriété littéraire (il n'a jusqu'alors publié que trois modestes études), il est élu à l’Académie française en 1909. Il est également professeur aux écoles HEI-HEP dans les années 1900.

### Président du Conseil (1912-1913)
En janvier 1912, il est nommé président du Conseil et forme un gouvernement de républicains modérés avec Briand à la Justice ; Théophile Delcassé à la Marine ; Jules Pams à l'Agriculture ; Albert Lebrun aux Colonies et Léon Bourgeois au Travail et à la Prévoyance sociale. Il s'octroie le portefeuille des Affaires étrangères et se donne comme ligne diplomatique le rapprochement avec l'Angleterre, la consolidation de l'alliance avec l'empire des tsars et la fermeté avec l'Allemagne. La presse parisienne lui fait alors une réputation flatteuse de détermination.
Du 6 au 12 août 1912, il est en visite officielle en Russie dans le cadre de l'alliance franco-russe et assiste à des revues militaires. Il y apprend plus en détail l'importance de la Russie auprès de la Ligue balkanique.

### Élection présidentielle de 1913

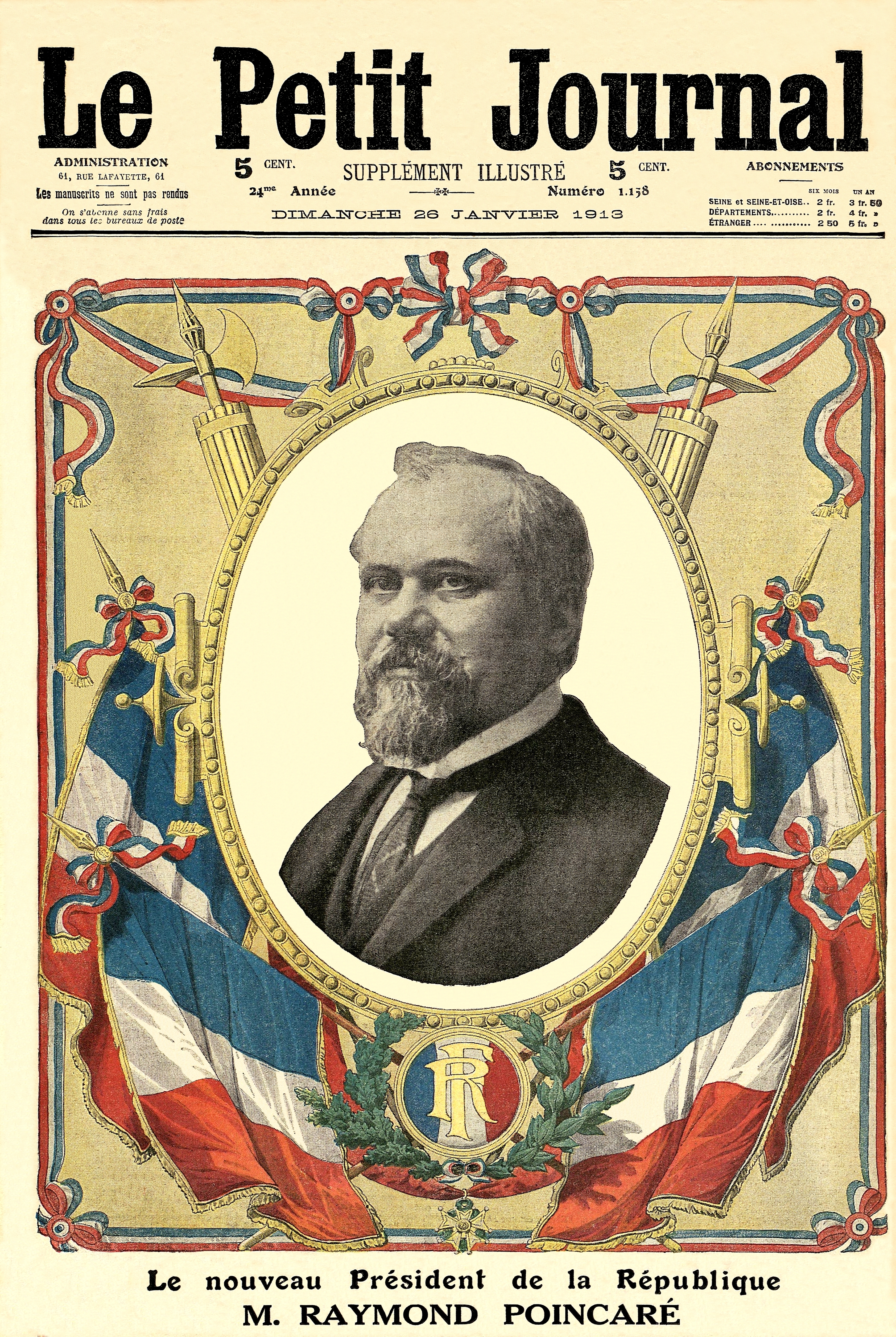
Le Petit Journal annonçant l'élection de Raymond Poincaré.

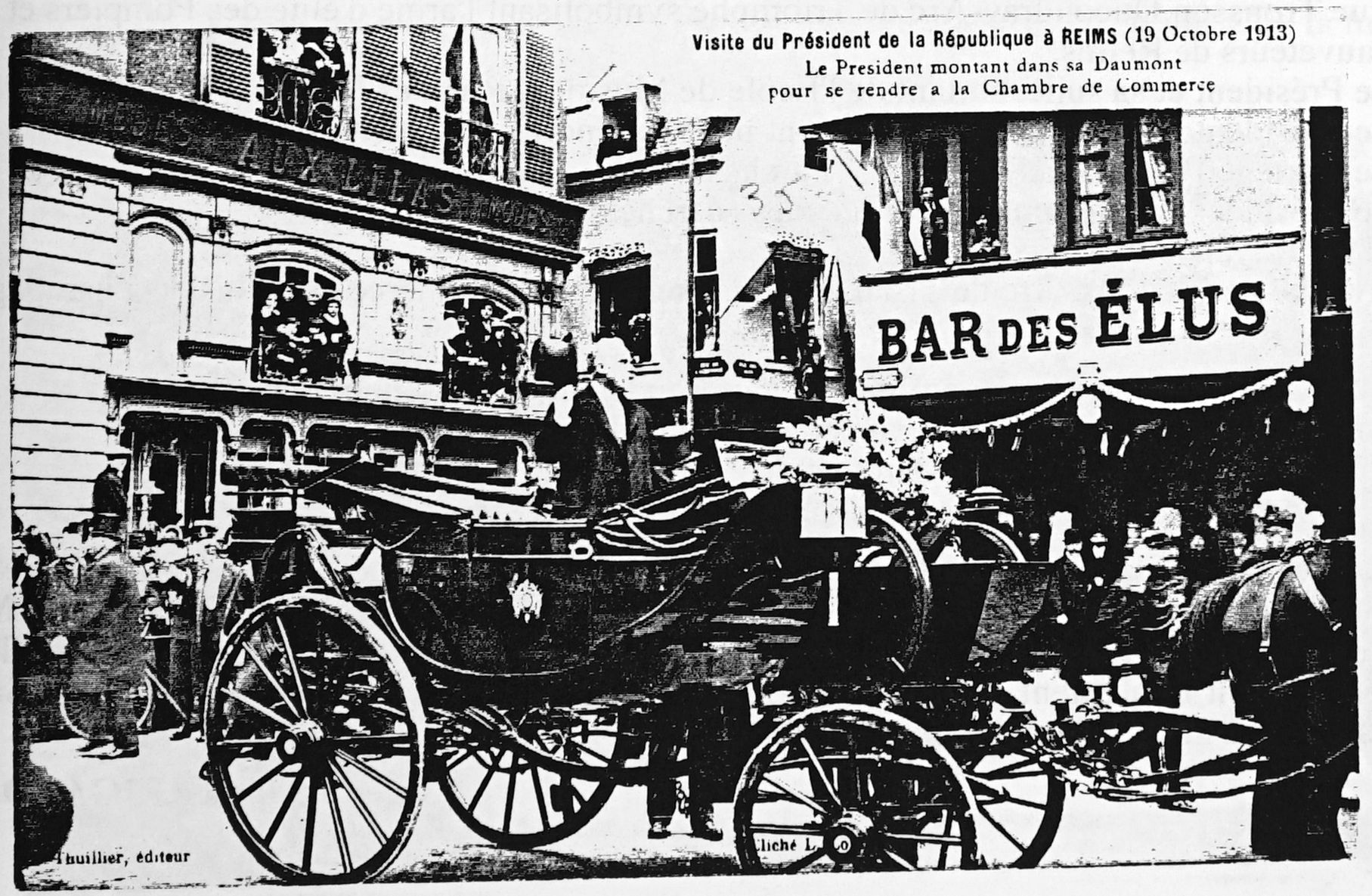
Raymond Poincaré à Reims en 1913.

Alors que le mandat présidentiel d'Armand Fallières touche à sa fin, Poincaré se présente comme candidat à l'élection présidentielle de 1913. Le président du Conseil est en lice face au président de la Chambre, Paul Deschanel, et au président du Sénat, Antonin Dubost. Avec Clemenceau, les radicaux soutiennent Jules Pams, le ministre de l'Agriculture, une personnalité considérée comme effacée et dont la candidature vise essentiellement à contrer Poincaré.
Selon la tradition républicaine, un scrutin préparatoire a lieu pour choisir le candidat du « camp républicain » ; les « modérés » (républicains de droite) d'un côté, de l'autre les socialistes, refusent toutefois d'y participer. Au troisième tour, Pams l'emporte avec 323 voix contre 309 pour Poincaré, classé à gauche à l'époque (dreyfusard, laïc, il s'était marié civilement, puis religieusement en 1912). La discipline républicaine aurait voulu que, battu à ces primaires, il se retire, et c'est ce que lui demande une délégation conduite par Combes et Clemenceau.
Mais Poincaré refuse, sachant que lors du scrutin officiel, il serait soutenu par la droite républicaine : il se présente donc à Versailles, et est élu le 17 janvier 1913 au deuxième tour, avec 482 voix contre 296 à Pams et 69 pour le socialiste Édouard Vaillant. Clemenceau conservera une rancune tenace contre Poincaré pour n'avoir pas respecté la discipline républicaine, que lui-même respectera lors de l'élection présidentielle de 1920.

### Président de la République (1913-1920)

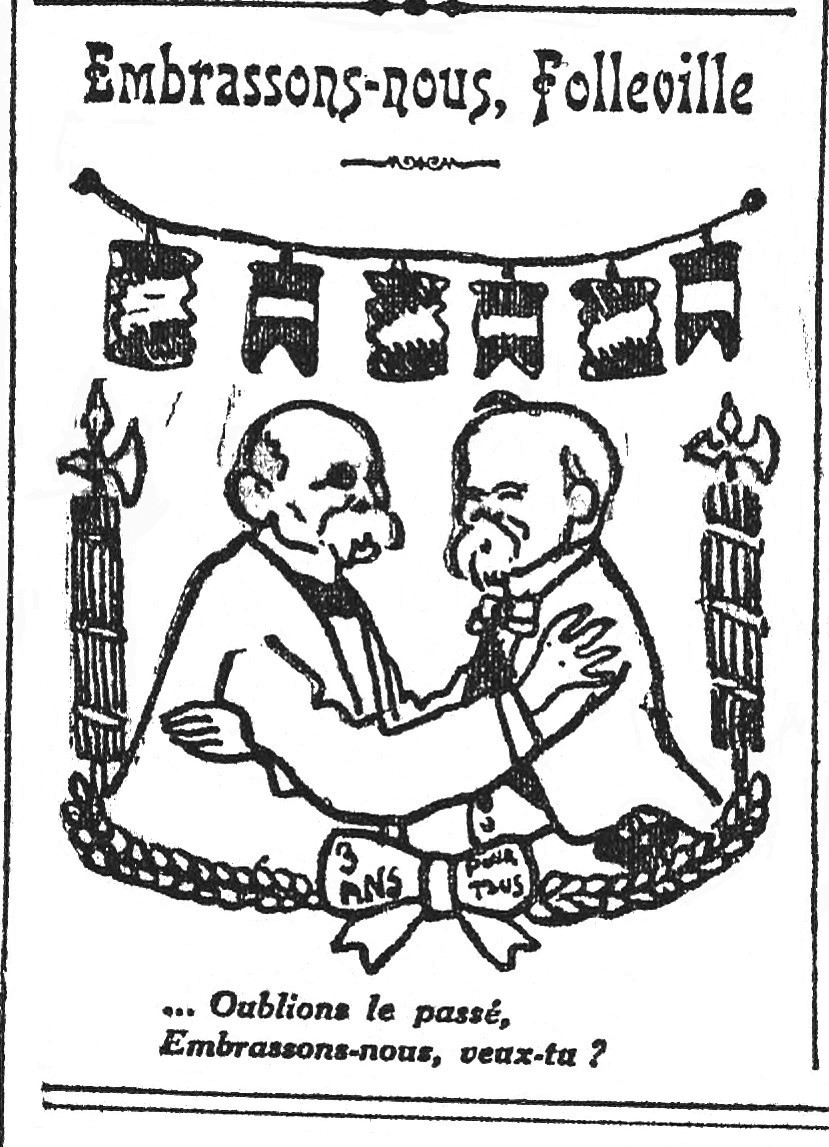
Extrait d'une caricature de L'Humanité publiée le 27 mai 1913, montrant Clemenceau et Poincaré réconciliés dans un soutien commun à la loi des trois ans.

Son mandat de chef de l'État va être marqué par la Première Guerre mondiale, pendant laquelle il est l'artisan de l'Union sacrée politique et sociale, aux côtés de René Viviani, d'Aristide Briand puis de Georges Clemenceau.

#### Déclenchement de la Grande Guerre
Il pousse à la fermeté la Russie lors de son voyage officiel du 13 au 23 juillet 1914 en Russie, afin de renforcer les alliances deux semaines après l'attentat de Sarajevo. Avec Briand et Clemenceau, et contre Jaurès et la SFIO, Raymond Poincaré soutient la loi des trois ans, qui prolonge le service militaire à trois ans. En échange, il concède au Parlement hostile à la guerre un impôt progressif sur le revenu dont le débat s'ouvre au Sénat le 3 juillet 1914, quelques jours après l'attentat de Sarajevo. C'est cependant une mesure très peu appréciée jusque dans son propre parti. Il a ainsi pu être surnommé « Poincaré la Guerre », notamment par Édouard Herriot.
Raymond Poincaré aurait déclaré vouloir préserver la paix en ordonnant un éloignement de 10 km de la frontière franco-allemande des troupes de couverture en juillet 1914. Cependant, cet ordre sera qualifié de « purement diplomatique » et « pour l'opinion publique anglaise », et sera officiellement levé le 2 août 1914, 24 h avant la déclaration de guerre allemande.
L'historiographie récente a montré que Poincaré porte une part de responsabilité réelle dans la mort du « concert européen » tel qu'il avait existé au XIXe siècle et souligne les responsabilités de la France dans le déclenchement du conflit, estimant que l’alliance franco-russe a été le « facteur déterminant » dans le processus conduisant à la guerre ,,,,, alors que d'autres historiens soulignent que l'Autriche-Hongrie soutenue par l'Allemagne a en déclenchant la guerre à la Serbie, marqué le début de la Première Guerre mondiale.

#### Pendant la guerre

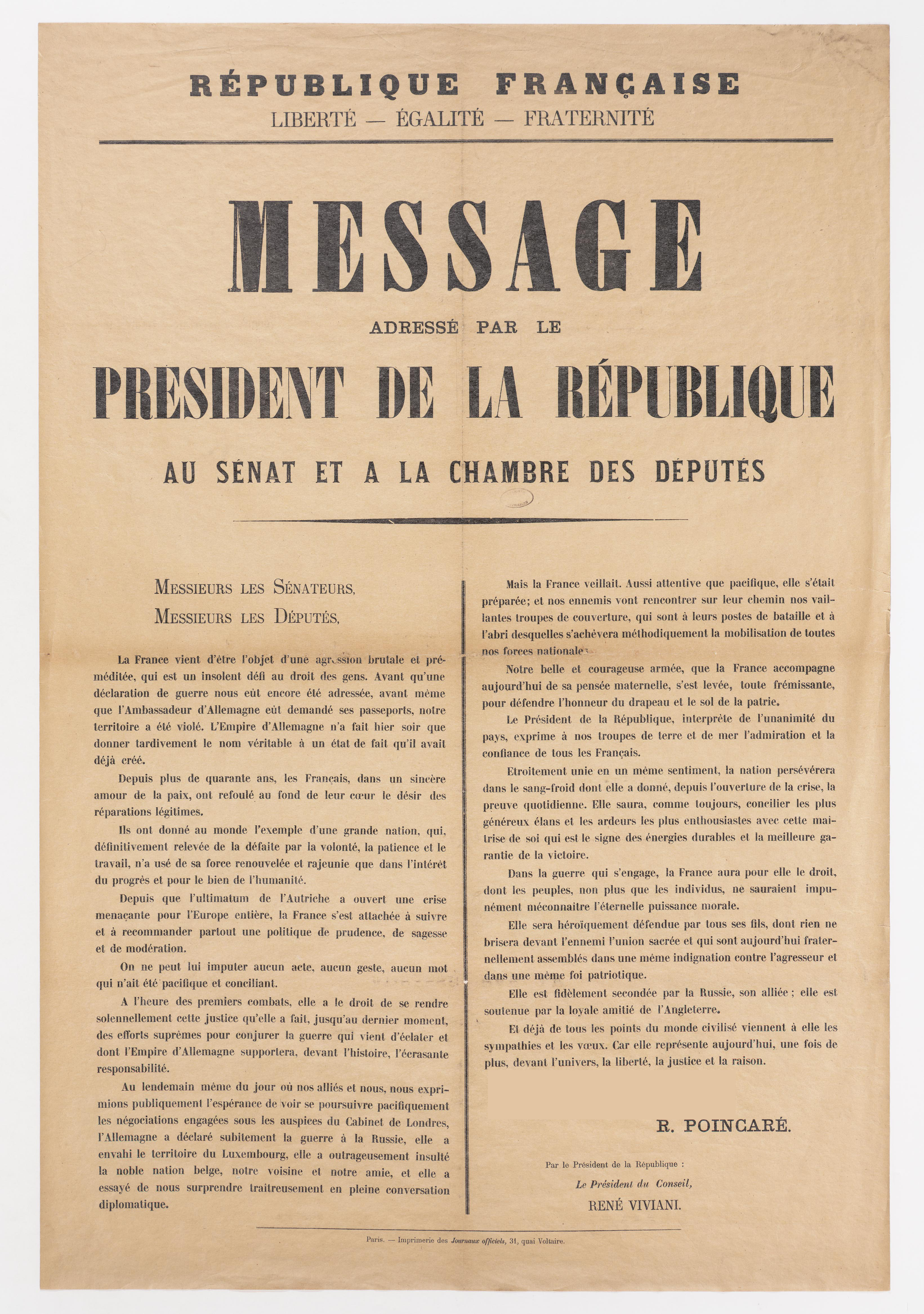
Déclaration du Gouvernement à la Chambre des députés et au Sénat, lue par René Viviani, président du Conseil. Paris, 4 août 1914. Archives nationales de France.

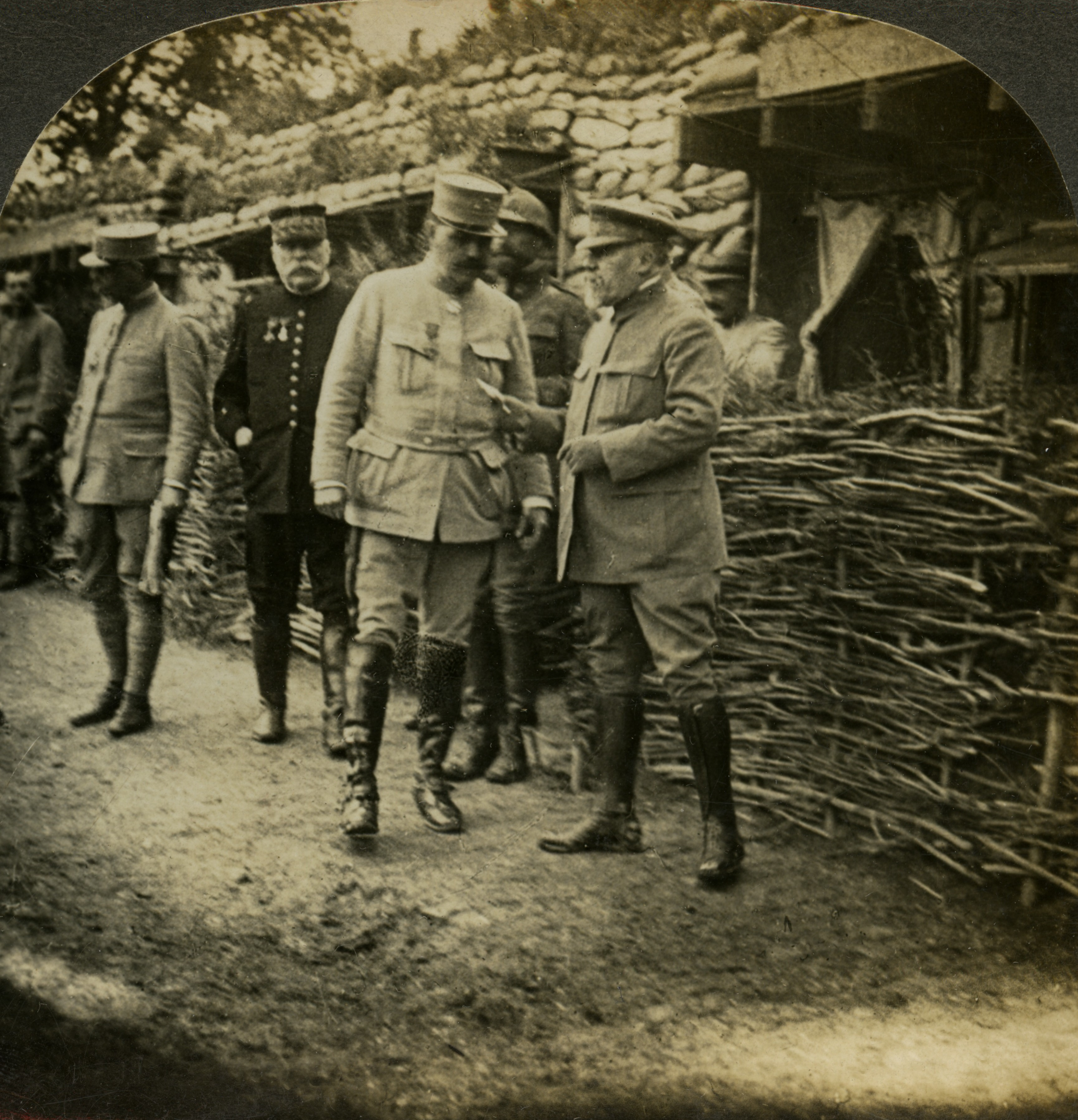
Raymond Poincaré et Joseph Joffre sur le front de la Somme, 1916.

Le 4 août, son message est communiqué aux Chambres par René Viviani : la France « sera héroïquement défendue par tous ses fils, dont rien ne brisera devant l’ennemi, l'Union sacrée, et qui sont aujourd’hui fraternellement assemblés dans une même indignation contre l’agresseur, et dans une même foi patriotique ». Il participa à la cérémonie du transfert des cendres de Rouget de Lisle aux Invalides le 14 juillet 1915, durant laquelle il prononça un discours célèbre où il explique sa vision du déclenchement de la Première Guerre mondiale.
Il n'hésite pas, parfois au péril de sa vie, à venir au front (essentiellement dans la Meuse et dans la Somme) afin de juger du moral des troupes et des populations déplacées. Il visite à plusieurs reprises la partie de l'Alsace redevenue française dès le 7 août 1914 : au col de la Schlucht, à Thann, Masevaux, Saint-Amarin et Dannemarie entre le 11 février 1915 et le 10 avril 1916. Il visite le Bois-le-Prêtre le 7 juin 1915 et le 14 novembre 1915. Il dira par la suite :

« De toutes les visions d’horreur que la guerre m’a offerte, c’est au Bois-le-Prêtre que j’ai peut-être vu les plus effroyables. J’y suis allé plusieurs fois, et j’y ai vu aux premiers jours d’hiver nos soldats merveilleux d’endurance au milieu de l’humidité et de la boue… »

Fin 1917, il nomme le radical-socialiste Clemenceau, qu'il n'apprécie guère mais dont il admire la fermeté de caractère, comme président du Conseil. Son rôle devient alors plus discret, et il se plaint même, dans ses écrits, d'être mis de côté. Il conserve toutefois une certaine influence : selon l'historien Michel Winock, une certaine forme de cohabitation se met en place entre les deux hommes.
Dans les dernières semaines de la guerre, il est partisan avec Pétain de poursuivre les Allemands jusque chez eux alors que Clemenceau qui estime que la guerre a été suffisamment meurtrière veut obtenir un armistice dans les meilleurs délais. Il ne participe pas au traité de Versailles où la France est représentée par Clemenceau. Il sera toutefois très critique à son égard.

#### Après la guerre
Sa présidence nous est bien connue notamment par ses mémoires en dix volumes Au service de la France qu'il publie entre 1926 et 1934. On y découvre un chef d'État désabusé par les limitations de sa fonction. À la différence de ses prédécesseurs, il s'efforce de dépasser le rôle de représentation et de magistère moral qui est alors celui du président de la République, en faisant connaître son avis personnel et en agissant par des intermédiaires. Il doit néanmoins rester dans le cadre contraint auquel l'interprétation dominante de la Constitution le limite.

### Après la présidence (1920-1934)

#### Retour au Sénat et présidence du Conseil: deuxième et troisième gouvernements (1922-1924)
Dès 1920, alors que son mandat n'est pas achevé, il se fait élire sénateur de la Meuse sur la demande d'André Maginot dans le but d'empêcher la prise d'un siège par les conservateurs, puis accède à la présidence de la commission des Affaires étrangères du Sénat. Aristide Briand ayant démissionné de la présidence du Conseil à la suite des critiques subies du fait de ses prises de position en matière de politique étrangère à la conférence de Cannes, Poincaré accepte de redevenir président du Conseil en janvier 1922, à la demande du président de la République, Alexandre Millerand.
Il n'est pas apprécié par la gauche. Le 26 janvier 1922, dans un discours à Charenton, Paul Vaillant-Couturier l'attaque : « Il est l'homme du militarisme et de la petite-bourgeoisie. Il est le défenseur des petits-bourgeois porteurs de valeurs russes. Il est surtout celui qui, par sa diplomatie secrète, déchaînera demain sur le pays une nouvelle guerre. ». C'est dans ce contexte que L’Humanité, reprenant une photographie prise lors de la visite d'un cimetière de Verdun aux côtés de l'ambassadeur des États-Unis, prétend y voir un rictus et le surnomme, en juin 1922, « l'homme qui rit dans les cimetières ».
Face à l’Allemagne, qui refuse de payer les réparations de guerre, Raymond Poincaré recourt à la force, faisant occuper la Ruhr par les troupes françaises, décision fortement critiquée par les alliés. De plus, sa politique de rigueur budgétaire le rend impopulaire. En 1924, après la victoire du Cartel des gauches, il doit présenter sa démission, tout comme le président Millerand.

#### Président du Conseil: quatrième et cinquième gouvernements (1926-1929)

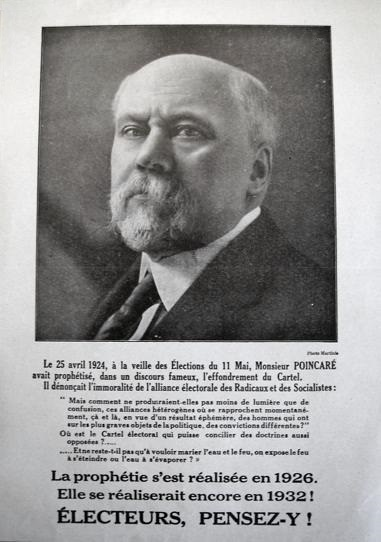
Tract pour les élections législatives de 1932 faisant référence à la « prophétie » de Raymond Poincaré.

On le rappelle à la tête du gouvernement en 1926, devant l’ampleur de la crise financière. Il forme alors un cabinet d’union nationale, en conservant Aristide Briand aux Affaires étrangères, et en revenant à une politique d’austérité financière ; le franc germinal est remplacé par le franc Poincaré d’une valeur cinq fois moindre, dévaluation qui se borne à entériner le change réel. Il parvient cependant à présenter un budget de l'État en équilibre, ce qui n'arrivera plus qu'en 1965 ensuite. Malade et fatigué, il démissionne en 1929.
En juin 1931, il est élu bâtonnier de l'ordre des avocats de Paris, mais démissionne dès le mois d'octobre suivant.

## Mort et obsèques
Devenu sénateur, de santé fragile, il est bouleversé par la mort de son ami Louis Barthou, dans l'attentat du 9 octobre 1934,. Il meurt le 15 octobre 1934, vers 3 h 30, à son domicile, situé 26 rue Marbeau, dans le 16e arrondissement, des suites d'une embolie pulmonaire. En raison de la situation financière précaire du couple, le Parlement dut voter une pension à sa veuve.

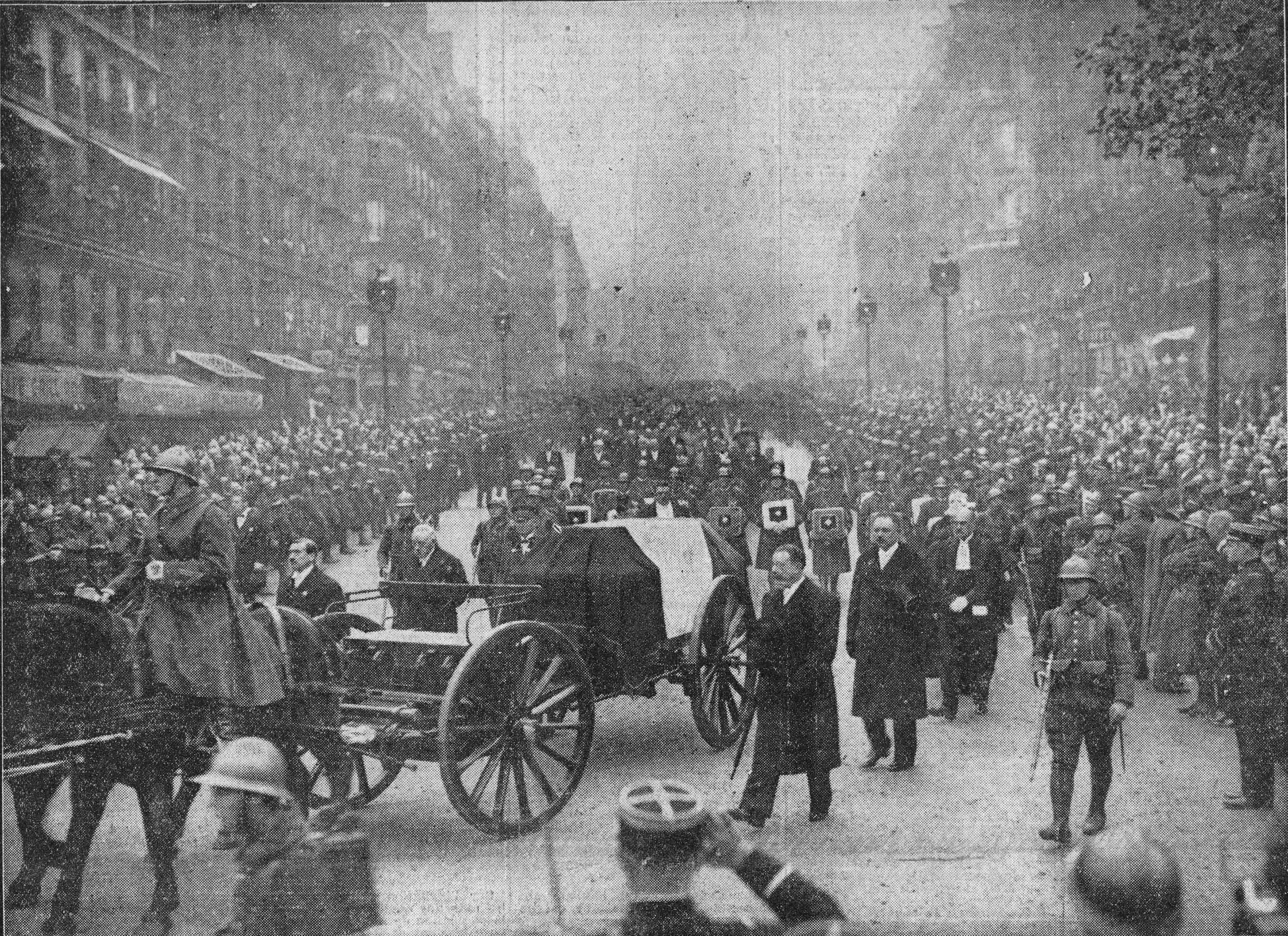
Obsèques de Raymond Poincaré.

Ses obsèques nationales ont lieu à Paris le 20 octobre en présence du président Albert Lebrun, de Gaston Doumergue, des membres du gouvernement et des missions étrangères dont Nicolas de Roumanie.

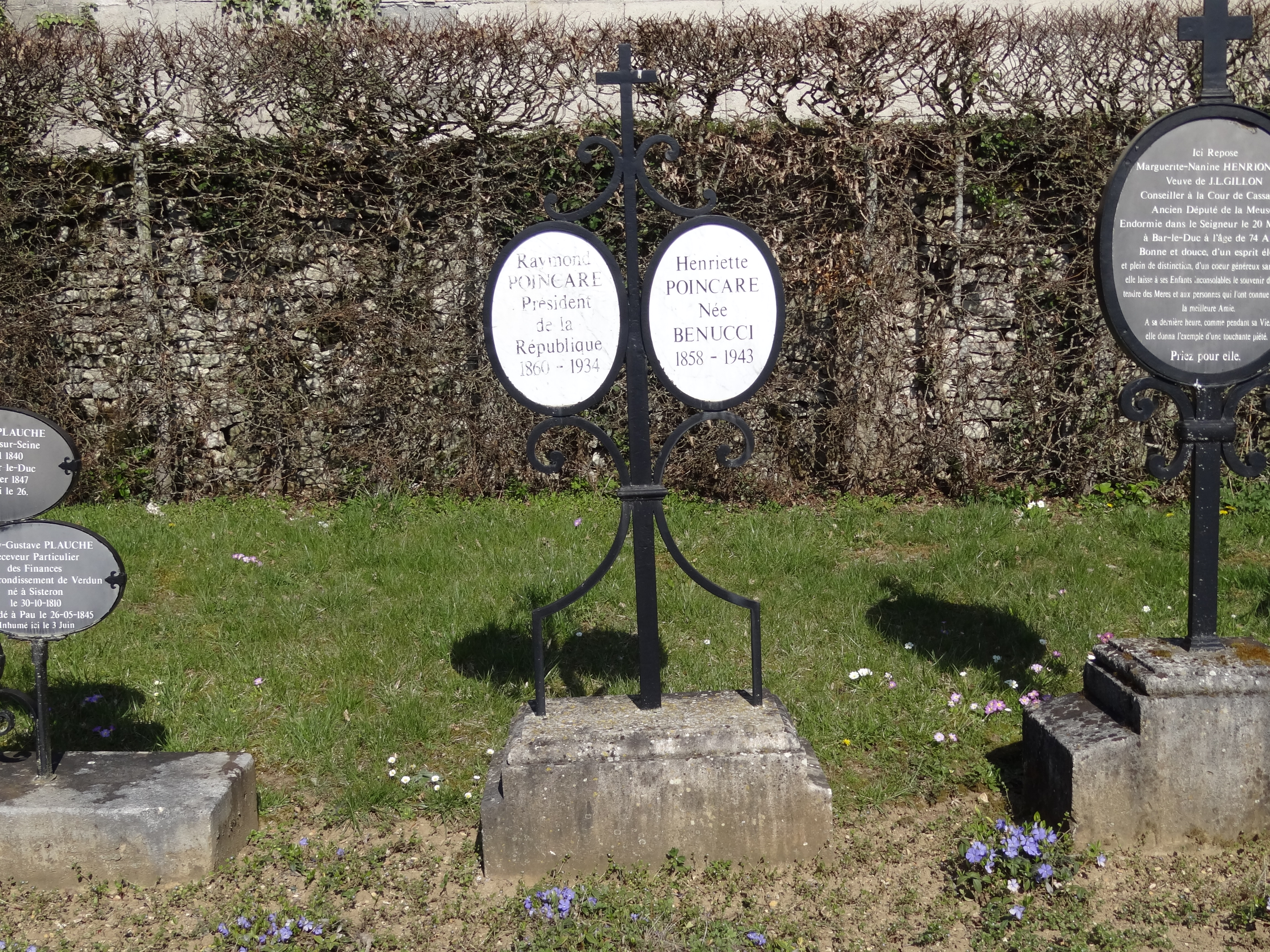
La tombe de Raymond Poincaré et de son épouse Henriette au cimetière de Nubécourt (Meuse).

Il est inhumé dans l'intimité familiale, le 21 octobre dans l'enclos privé de la famille Gillon au cimetière de Nubécourt, dans son département natal de la Meuse, après des funérailles en l’église Saint-Martin du village célébrées par Monseigneur Ginisty, évêque de Verdun. Sont présents dans l'église l'amiral Le Bigot, qui représente Albert Lebrun, André Tardieu et Édouard Herriot, ministres d'État, Alexandre Millerand, ancien président de la République, tous accueillis par MM. Catusse, préfet du département, Charlet, maire du village et le général Guitry, commandant le 1er corps d'armée.

## Détail des mandats et fonctions

### Présidence de la République
- 18 février 1913 - 18 février 1920 : président de la République

### Fonctions gouvernementales
- 1893 puis en 1895 : ministre de l'Instruction publique
- 1894 : ministre des Finances
- président du Conseil
  - du 14 janvier 1912 au 21 janvier 1913 (premier gouvernement) ; cumule cette fonction avec le ministère des Affaires étrangères ;
  - du 15 janvier 1922 au 29 mars 1924 (deuxième gouvernement) ; cumule cette fonction avec le ministère des Affaires étrangères ;
  - 29 mars 1924 au 1er juin 1924 (troisième gouvernement) ;
  - du 23 juillet 1926 au 6 novembre 1928 (quatrième gouvernement) ; cumule cette fonction avec le ministère des Finances ;
  - du 11 novembre 1928 au 20 juillet 1929 (cinquième gouvernement).

### Mandats parlementaires
- Député pour la Meuse (1887-1903)
- Sénateur pour la Meuse (1903-1913 puis 1920-1934)

### Mandats locaux
- Conseiller général de la Meuse (1886-1913 puis 1920-1934)
- Président du conseil général de la Meuse (1910-1913)

## Décorations
- Grand-croix de la Légion d'honneur le 18 février 1913 et Grand-Maître de la Légion d'honneur de 1913 à 1920 en tant que président de la République.
- Grand cordon de l'ordre de Léopold en 1913.  Belgique
- Ordre de la Toison d'or en 1913[37].  Espagne
- : chevalier grand-croix avec collier de l’Ordre de Carol Ier en 1912[38] Royaume de Roumanie
- Chevalier de l’ordre de Saint-André en 1913[39].  Empire russe
- Écharpe des Trois ordres ( Portugal, 14 juillet 1919)[40]

## Œuvres
- Du droit de suite dans la propriété mobilière, 1883.
- Idées contemporaines, 1906.
- Questions et figures politiques, 1907.
- Messages, discours, allocutions, lettres et télégrammes (1914-1919), 1919 (en ligne).
- Address delivered by Mr. Raymond Poincaré, President of the French Republic Lord Rector of the University of Glasgow, 1914-1919 on November 13th 1919.
- Histoire politique, chroniques de quinzaine, 4 vol., 1921-22.
  - Vol. 1 (15 mars - 1er septembre 1920)
  - Vol. 2 (- 1er mars 1921)
  - Vol. 3
  - Vol. 4 (15 septembre 1921 - 15 janvier 1922)
- Au service de la France, neuf années de souvenirs, 1926-1934.
- L'Invasion 1914, Paris, Plon (livre tiré à 100 exemplaires qui retrace le septennat du président).
- Ce que demande la cité, Hachette, 1911. Vingt textes de Raymond Poincaré extraits de la revue pour enfants Au seuil de la vie (Hachette, 1910). Réédition en 2010 aux Éditions Nouvelles Mémoires (voir bibliographie).

## Postérité
De nombreuses voies de circulation (324 en septembre 2023) et bâtiments publics ont été baptisés au nom de Raymond Poincaré.

### Équipements
- Hôpital Raymond-Poincaré à Garches
- Gymnase Poincaré à Nancy

### Musée
- Musée Raymond Poincaré à Sampigny

### Scolaires
- Cité scolaire Raymond Poincaré à Bar-le-Duc
- Collège Raymond Poincaré à Versailles
- École élémentaire Raymond Poincaré à Deuil-la-Barre

### Sources utilisées
- Nicolas Honecker, Les Visites des chefs d'État français en Lorraine, Éditions Lacour, 2006.
- Michel Winock, 2007, Clemenceau, éd. Perrin.